# Helhoughton
Helhoughton är en ort och civil parish i Storbritannien.   Den ligger i grevskapet Norfolk och riksdelen England, i den sydöstra delen av landet, 160 km norr om huvudstaden London. Helhoughton ligger 49 meter över havet och antalet invånare är 197.
Terrängen runt Helhoughton är platt. Runt Helhoughton är det ganska tätbefolkat, med 96 invånare per kvadratkilometer. Närmaste större samhälle är East Dereham, 17,3 km sydost om Helhoughton. Trakten runt Helhoughton består till största delen av jordbruksmark.